# 올레길

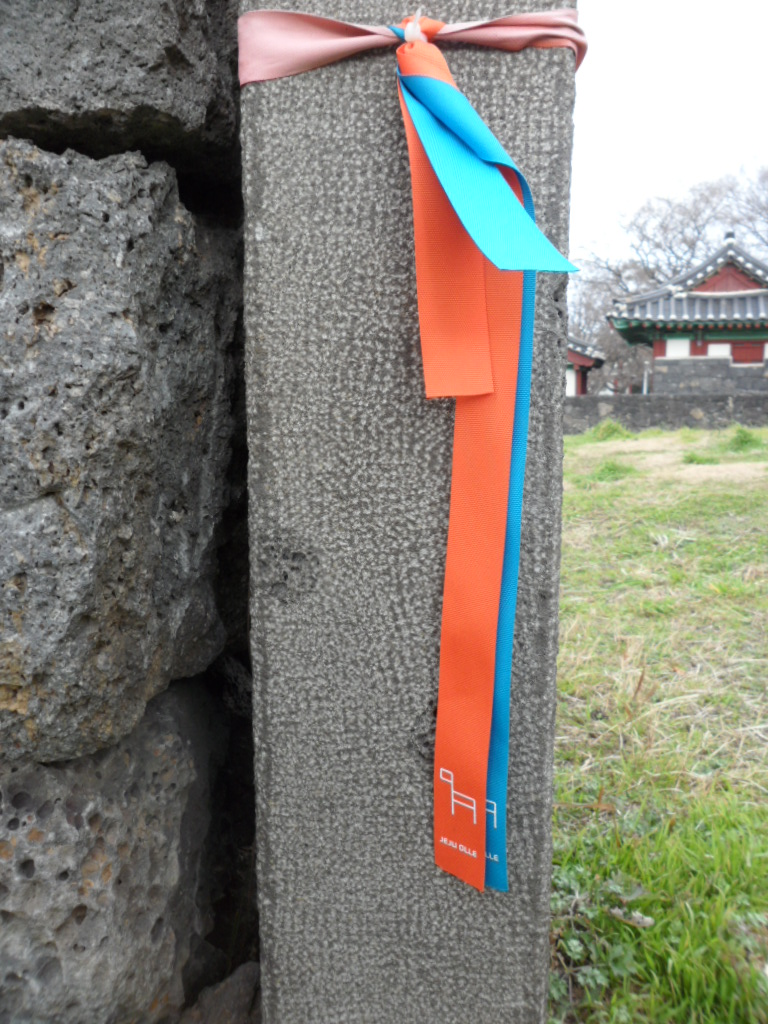
올레길 표시 끈.

올레길은 제주도의 트레일이다. 올레란 제주 방언으로 좁은 골목이란 뜻이며, 통상 큰길에서 집의 대문까지 이어지는 좁은 길을 말한다. 언론인 서명숙이 스페인 산티아고 순례길에서 영감을 받아 시작했으며, 사단법인 제주올레에서 관리한다. 2007년 9월 8일 제1코스(시흥초등학교에서 광치기 해변, 총 15 km)가 개발된 이래, 2012년 11월까지 총 21개의 코스가 만들어져 제주도 외곽을 한 바퀴 걸을 수 있도록 이어져 있으며 추가적인 알파코스 5개가 존재한다. 각 코스는 15 km 정도이며, 평균 소요시간이 5~6시간, 총 길이는 약 425km이다. 주로 제주의 해안지역을 따라 골목길, 산길, 들길, 해안길, 오름 등을 연결하여 구성되며, 제주 주변의 작은 섬을 도는 코스도 있다.

## 올레길 기획
서명숙은 유네스코 세계문화유산인 산티아고 순례길을 2006년 걸었는데, 함께 걸은 영국 기자와 본국에 돌아가면 같은 길을 만들자고 약속하게 되었고, 귀국하고 나서 영국 기자가 영국에 같은 길을 만들었다는 소식을 들었다. 이후 2007년 9월 올레 1코스를 만들었다. 길 곳곳에 상징물로 표시하고 있는 점뿐만 아니라 패스포트에 스탬프를 찍는 것도 산티아고 순례길과 동일하다. 산티아고 순례길의 2010년 방문자가 27만 명인데 비해, 올레길의 2012년 방문자는 110만 명이다.

## 평가
계획적인 코스 개발과 홍보를 통해서 도보여행지로 성공한 제주 올레길은 제주도의 관광사업에 크게 기여했을 뿐만 아니라, 전국적으로 도보여행 열풍을 가져왔다. 올레길의 성공 이후 전국에서 도보여행 코스들이 생겨나고 있다. 지리산 둘레길, 남해 지겟길, 무등산옛길, 충남연가, 경기 남한산성길 등이 대표적이다. 2013년 4월 28일에 양평군에 제주올레와의 협력으로 만들어진 물소리길이 개장되었으며 국내뿐만 아니라 일본 규슈에도 제주올레의 컨설팅으로 규슈올레가 탄생했다.

## 같이 보기
- 갈맷길 - 부산광역시
- 둘레길 - 지리산
- 제주도 올레길 살인 사건